# Гиматова, Динара Наильевна
Динара Наильевна Гиматова (тат. Динара Наил кызы Гиматова, азерб. Dinarə Nail qızı Gimatova; 18 ноября 1986, Астрахань) — гимнастка (художественная гимнастика), выступавшая за юношескую сборную России (1999—2002) и за сборную Азербайджана (2002—2008). Мастер спорта международного класса России. Гимнастка мирового класса по версии FIG. По национальности татарка.

## Биография
Родилась 18 ноября 1986 года в г. Астрахань. Окончила МПГУ. 
Чемпионка Клубного Чемпионата Мира в Японии 2000 год.
Серебряный призер Клубного Чемпионата Мира в Японии 2000 год в команде.
5-кратная абсолютная чемпионка Азербайджана. Призёр чемпионатов Мира, Европы, этапов Кубка мира и различных международных турниров. Участница Олимпийских Игр в Пекине 2008 года. С 2005 по 2008 год являлась лицом фирмы «Longines». 
2008-2013 Являлась тренером сборной команды России.
2012 Олимпийские Игры в Лондоне. Тренер Алии Гараевой.
Проживает в Москве.

## Спортивные результаты
На чемпионате мира в 2005 году в Баку и на чемпионате Европы того же года в Москве заняла 5-е места в командных зачетах. В 2003 году завоевала одну серебряную и две бронзовые медали на этапе Кубка мира в Баку; «бронзу» на Гран-при в Тье, в 2004 году заняла третье место в упражнении с булавами на этапе Кубка мира в Баку, в 2005 году завоевала две бронзовые медали на Гран-при в Москве, серебряный призёр в упражнениях с лентой и булавами на Кубке АГФ в Баку, победитель матчевой встречи Россия-Азербайджан в многоборье. В 2006 году заняла второе место на клубном чемпионате Италии и 4-е место на клубном чемпионате мира в Японии. В феврале 2007 года стала победительницей международного турнира в Эстонии.
- 2002, Гранада, Чемпионат Европы: 18-е место — индивидуальное многоборье.
- 2003, Будапешт, Чемпионат мира: 8-е место — мяч; 8-е место — индивидуальное многоборье.
- 2004, Киев, Чемпионат Европы: 10-е место — индивидуальное многоборье.
- 2005, Баку, Чемпионат мира: 9-е место — индивидуальное многоборье; 7-е место — лента.
- 2005, Москва, Чемпионат Европы: 7-е место — скакалка.
- 2007, Патры, Чемпионат мира: 13-е место — индивидуальное многоборье; 8-е место — лента; 3-е место — команда.
- 2007, Баку, Чемпионат Европы: 7-е место — лента.